# Campionatul Național U19
Il Campionatul Național U19 è il secondo campionato rumeno di calcio giovanile, generalmente riservato ai club semiprofessionistici di Liga II e Liga III esclusi dalla Liga Elitelor U19.
Le squadre vincitrici dei dieci gironi si giocano il titolo e la promozione nel campionato maggiore.